# Piégé dans le placard
Piégé dans le placard (Trapped in the Closet en version originale) est le douzième épisode de la neuvième saison de la série animée South Park, ainsi que le 137e épisode de l'émission.
C'est le premier épisode qui parle ouvertement de scientologie. Cet épisode fut un des plus polémiques de South Park qui a bénéficié grâce à cela d'une médiatisation internationale.

## Résumé
L'épisode commence avec Stan qui marche dans la rue avec Kyle, Cartman et Kenny. Stan économise de l'argent pour s'acheter un nouveau vélo, il ne peut donc pas se joindre à eux pour jouer aux jeux vidéo. Optant pour quelque chose qui soit « amusant et gratuit », Stan se sépare du groupe et passe un « test de personnalité » qui est offert par des scientologues dans la rue. Après avoir répondu à un long questionnaire, Stan est informé qu'il est un enfant « perdu » qui est « complètement malheureux et totalement déprimé » ce qui fait de lui un candidat parfait pour la scientologie — ils lui proposent de l'aider en échange de 240$. De retour à la maison, Stan demande à ses parents l'argent nécessaire pour l'aider à combattre sa dépression. Son père lui suggère d'utiliser l'argent qu'il économisait pour son nouveau vélo. Après avoir payé, Stan entre dans une salle d'audition avec Michelle, qui lui fait un bref résumé de l'histoire de la Scientologie et lit son « niveau de thetan » en utilisant un appareil appelé « E-meter ». Michelle est choqué par son taux exceptionnellement élevé et utilise différents E-meter avant de le signaler à un supérieur qui faxe les résultats au quartier général de la Scientologie à Los Angeles. Là bas, le président de la Scientologie passe en revue les résultats et affirme que Stan doit être une réincarnation de L. Ron Hubbard, le fondateur de la Scientologie et prophète. De retour à South Park, Stan sort la poubelle lorsqu'il remarque un grand groupe de personnes dehors. En effet, de nombreux Scientologues, y compris John Travolta (qui a gardé son accent de Welcome Back, Kotter), s'y sont installés afin de célébrer « l'avènement » de Stan. Le président de la Scientologie arrive en hélicoptère et va à la rencontre des parents de Stan. Ceux-ci s'opposent à l'entrée de Stan dans le groupe mais le président les informe que « Nous n'allons pas lui demander de se joindre à nous ; nous allons lui demander de nous diriger ». Randy envoie son fils, confus et fatigué, dans sa chambre où il trouve Tom Cruise qui l'attend. Cruise, pensant que Stan est vraiment la réincarnation de Hubbard, demande à son prophète s'il aime son jeu d'acteur et lequel de ses films est son préféré. Lorsque Stan dit que Cruise ne joue pas aussi bien que Leonardo DiCaprio, Gene Hackman ou « ce mec » dans Napoleon Dynamite « mais ça va », Cruise commence à hurler, court et s'enferme dans le placard de la chambre de Stan, croyant qu'il est un échec aux yeux du « prophète ». Stan appelle son père à l'aide et Randy tape à la porte en disant « Mr Cruise, vous ne pouvez pas rester dans le placard ; vous devez en sortir ». Quatre heures plus tard, Cruise est toujours dans le placard et une foule attend pendant que le chef de la police de South Park lui demande à l'aide d'un mégaphone de « sortir du placard ». R. Kelly est sur la scène et chante une brève chanson inspirée de Trapped in the Closet puis menace de « sortir son flingue » si on ne lui dit pas pourquoi Tom Cruise est dans le placard. Au rez-de-chaussée, le président de la Scientologie essaye de convaincre les parents de Stan de laisser leur fils les rejoindre. Ils veulent révéler le grand secret de la vie derrière leur Église à Stan. Randy demande à son fils s'il veut connaître l'information et Stan lui répond oui. Habituellement il faut plusieurs années avant qu'un membre puisse connaître cette information mais Stan est exceptionnel. Le président lui raconte alors une version condensée de l'histoire de Xenu, basée sur le véritable document scientologue Operating Thetan (en) III, accompagnée par la mention « this is what Scientologists actually believe » (« c'est réellement ce que croient les Scientologues »). Après avoir expliqué ses croyances, il dit à Stan de continuer à écrire ce que « L. Ron » a laissé. Pendant ce temps, à l'étage, Nicole Kidman essaye de persuader Tom à « sortir du placard », mais celui-ci ne cesse de répéter qu'il n'y est pas.
Stan commence à écrire et, lorsque Kyle, Cartman et Kenny viennent pour l'inviter au cinéma, il n'a pas de temps à leur consacrer. Kyle lui exprime son inquiétude vis-à-vis du culte mais Stan lui assure que la Scientologie est basée sur des faits. S'ils ne peuvent accepter qu'il a trouvé le sens de sa vie, ils ne resteront pas amis plus longtemps. Travolta essaye lui aussi d'aider Cruise à « sortir du placard », mais à la place il le rejoint. Dans la rue, R. Kelly chante une version de sa chanson à propos de ce nouveau rebondissement puis « sort son flingue » tout en agrippant un otage et menace de « tuer cette pute ». Stan montre son invention au président de la Scientologie, qui approuve la majorité de son travail, mais, lorsque Stan dit que « pour être vraiment une église, [ils] ne devraient pas faire payer les gens pour leur aide », le président révèle à Stan que l'église n'est qu'une arnaque destinée à faire de l'argent. À l'étage, c'est au tour de R. Kelly d'essayer de faire « sortir du placard » Cruise et Travolta. Il se met en colère, sort son flingue et, lorsque le placard s'ouvre, ils les y rejoint. Dehors, le président présente Stan aux croyants auxquels il commence à lire sa nouvelle doctrine. Cependant, Stan décide de révéler qu'il n'est pas la réincarnation de L. Ron Hubbard et que « la Scientologie est une arnaque à l'échelle mondiale ». Les croyants se mettent en colère et menacent de le poursuivre en justice. Tom Cruise, John Travolta et R. Kelly quittent le placard et apparaissent, menaçant de le poursuivre en justice, à l'exception de R. Kelly qui semble bouder, frotte son bras et s'enfuit au lieu de rejoindre les autres en colère. Stan les défie de le faire et l'épisode se termine sur le générique où tous les noms ont été remplacés par « John Smith » et « Jane Smith », en réponse aux éventuelles menaces,,.

## Production
South Park avait déjà parodié la scientologie dans une blague diffusée lors des MTV Movie Awards de 2000,. Dans ce court métrage intitulé The Gauntlet, apparaissaient « John Travolta et l'Église de Scientologie » qui arrivaient dans un vaisseau spatial pour battre Russell Crowe (habillé comme dans Gladiator) et essayaient- de recruter les enfants pour la Scientologie. Travolta, ainsi que ses collègues Scientologues, est dépeint en Psychlo à l'instar du film Battlefield Earth - Terre champ de bataille. Les auteurs se sont aussi moqués de la Scientologie dans un épisode précédent intitulé Les Super Meilleurs Potes, dans lequel David Blaine crée son propre culte, la « Blaintologie ». Parker et Stone ont admis qu'il fallait y voir une référence à la Scientologie.
Trey Parker affirme que les croyances de Isaac Hayes les avaient auparavant empêchés d'écrire un épisode parodiant la Scientologie. Cependant, la décision de produire un épisode de South Park critiquant la Scientologie fut finalement motivée par l'amitié entre les créateurs de la série et Penn Jillette. En effet, un épisode de la série de ce dernier, Bullshit!, basé sur la Scientologie fut interdit par Showtime par peur de représailles judiciaires de la part de l'Église de Scientologie.

« On entend certains dire « Vous ne pouvez pas faire ça » – vous pouvez seulement nous dire, à Matt et à moi, « Vous ne pouvez pas faire ça » autant de fois que vous le souhaitez avant que nous le fassions. Finalement, nous avons juste eu à dire à Isaac « Mec, nous adorons vraiment bosser avec toi, et ce n'est en aucun cas personnel, mais c'est juste que nous sommes South Park et, si on ne le fait pas, on renie tout ce pour quoi on s'est battu. »

— Trey Parker
Durant la production de l'épisode, le journaliste d'investigation Mark Ebner a servi de consultant à Matt Stone et Trey Parker. Ebner avait précédemment signé le « best seller », selon le New York Times, Hollywood, Interrupted, dans lequel il analyse l'église de Scientologie et ses effets sur la culture à Hollywood et la relation qu'entretiennent Tom Cruise et John Travolta avec la Scientologie. La page de l'épisode sur le site officiel de Comedy Central affirme qu'aucune information au sujet de la scientologie n'est exagéré : « Rien de ce que vous voyez ici n'est exagéré le moins du monde. Sérieusement. »

## Controverse
Cet épisode est un des records d'audience de la série aux États-Unis. Il est aussi le plus médiatisé grâce à la polémique (Closetgate) qui s'est ensuivie. Cet épisode a une histoire bien particulière : Trey Parker et Matt Stone rêvaient de faire un épisode sur la scientologie mais Isaac Hayes leur imposait toujours son désaccord. Ils ont donc profité d'une absence de sa part pour raisons de santé afin de monter cet épisode. De plus, Parker et Stone vengent ici leur ami Penn Jillette dont un épisode de la série Bullshit! a été censuré car il traitait de la scientologie. Cet épisode est fortement opposé à l'église de scientologie. Tom Cruise en demandera la suppression et s'exprimera assez peu sur cet épisode. Cependant, à aucun moment dans leurs commentaires presse, Parker, Stone ou Hayes n'y font référence.
Le fameux grand secret des scientologues est avéré par les dianétiques et l'épisode rappelle que L. Ron. Hubbard est un auteur de science-fiction.

### Départ d'Isaac Hayes
Le 13 mars 2006, Hayes annonce qu'il quitte la série à cause de son traitement de la religion, bien qu'il ne mentionne pas la Scientologie en particulier. Lors d'une interview dans Showbizz Tonight sur CNN, il ajoute qu'il n'a pas vu l'épisode mais que l'on lui en a parlé.
Le 4 janvier 2006, Hayes s'était exprimé ainsi :

« Les gars, vous avez tout faux, nous ne sommes pas comme ça… Je sais que c'est votre truc, mais vérifiez vos sources, parce que quelqu'un pourrait croire vos conneries, vous savez ? Mais je comprends ce qu'ils font. Je leur ai dit de prendre quelques cours sur la Scientologie, et comprendre ce qu'on fait. [Rire]. »

Sur ce départ, Parker déclare le jour même dans Associated press :

« Tout ça c'est à cent pour cent dû à sa foi de scientologue. À mon souvenir, il n'avait aucun souci de conscience à toucher son pognon sur des épisodes qui se moquaient des Chrétiens. […] Il veut des traitements différents pour les religions autres que la sienne… À mon sens ça relève de l'intolérance et de la bigoterie. »

Cependant, un récent article de Fox News déclarait que Hayes n'avait aucune raison de rester à la suite de son attaque cérébrale de janvier. Un autre article affirme que c'est l'agent de Hayes, Christina Kimball, elle-même Scientologue dévouée, qui était la source du départ de Hayes.
Il y a de nombreuses versions des raisons exactes du départ de Hayes. Celui-ci donna de nouvelles raisons dix mois après telles que « Ils ne me payaient pas assez » et « Ils n'étaient pas très sympas ». Dans une interview pour Rolling Stone en 2007, Stone déclara :

« Certains disent que Isaac a eu une attaque cérébrale et que c'est la Scientologie qui a quitté la série pour lui, et je le crois… It was a brutal, up-close, personal thing with Isaac. Si vous regardez la chronologie, quelque chose ne va pas. »

À cause de l'absence de Hayes, Chef fut doublé dans Le Retour de Chef en utilisant des dialogues pré-enregistrés extraits d'épisodes précédents et son nom n'apparait pas lors du générique de fin.

### Closetgate

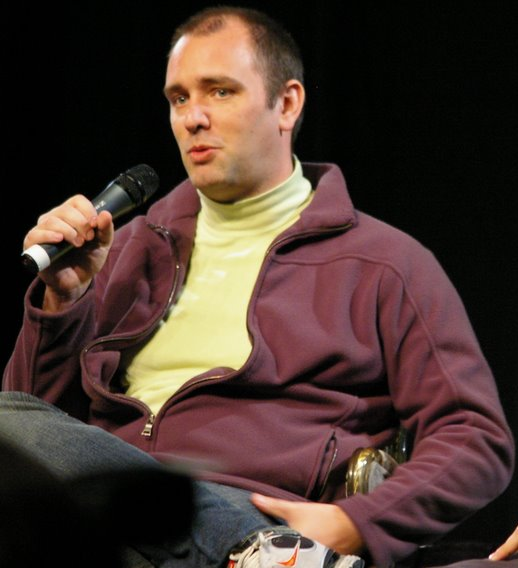
Trey Parker, cocréateur de South Park.

Cet épisode devait être rediffusé le 15 mars 2006 sur Comedy Central, mais cette diffusion fut déprogrammée sans préavis et remplacée par Boulettes de Chef au chocolat salé. Les représentants de Comedy Central ont insisté sur le fait que l'épisode fut changé en hommage à Isaac Hayes. Cet épisode n'a pas été diffusé sur Paramount Comedy 1 alors que tous les autres épisodes de la saison l'ont été, apparemment pour éviter tout éventuel procès de la part de Cruise à l'encontre de la chaîne.
Le Los Angeles Times a qualifié la controverse autour de la rediffusion de l'épisode : « Closetgate », du mot « closet » signifiant « placard » et du suffixe « -gate » en référence au scandale du Watergate. The Independent a par la suite cité le Los Angeles Times, notant que la controverse générait une bonne publicité pour les créateurs de la série : « Pour Stone et Parker, le Closetgate sera un cadeau perpétuel. »
« Closetgate » a depuis été utilisé pour se référer au "brouhaha" entourant le départ de Hayes et les rediffusions de l'épisode dans d'autres journaux tels que le Chicago Sun-Times.
Les créateurs de South Park n'ont pas commenté directement la déprogrammation de l'épisode par Comedy Central mais ont adressé un message aux scientologistes diffusé dans le Daily Variety le 17 mars 2006, signé « Trey Parker et Matt Stone, serviteurs du sombre seigneur Xenu » :

« Donc, scientologues, vous avez peut être gagné CETTE bataille, mais la guerre d'un million d'années pour la Terre vient juste de commencer ! Supprimer temporairement notre épisode ne nous empêchera PAS de garder les Thetans emprisonnés pour toujours dans vos pitoyables corps humains. Nous vous maudissons ! Vous nous avez arrêtés pour l'instant, mais votre plan misérable pour sauver l'humanité va échouer! Vive Xenu !!! »

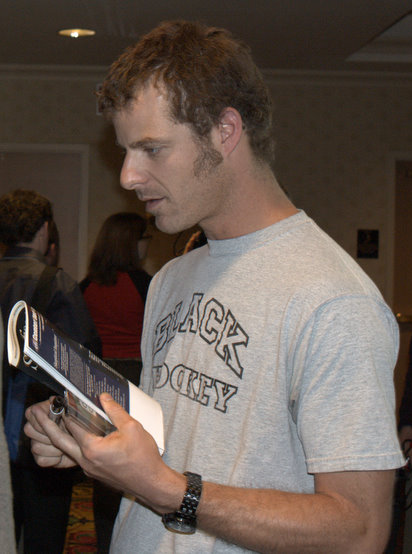
Matt Stone, cocréateur de South Park.

Le site Hollywoodinterrupted a affirmé en mars que la maison mère de Comedy Central, Viacom, avait annulé la rediffusion en raison des menaces de Cruise à s'abstenir de faire la publicité de Mission impossible 3,. Par la suite, ces affirmations ont été aussi rapportées par E! News et American Morning,. Fox News attribua les menaces à Tom Cruise citant qu'il « reprendra la promotion de Mission impossible 3 si Viacom ne programme pas de rediffusion de l'épisode », ce qui entraina des tensions entre Cruise et Viacom (aussi propriétaire de Paramount Pictures, distributeur de MI:III). L'émission The Situation Room présentée par Wolf Blitzer sur CNN quant à elle déclara que l'épisode fut retiré « parce que la chaîne et le studio actuel de Tom Cruise sont tous les deux dirigés par la même société ».

## Réception
- L'épisode a été nommé pour l'Emmy Award 2006, ce qui a causé sa rediffusion le 19 juillet 2006. Il a toutefois perdu face aux Simpson qui ont remporté le trophée pour la 9e fois. Toutefois, la soirée fut marquée par une parodie de la scène du placard par Conan O'Brien.
- L'épisode a été censuré par la Paramount en Angleterre à la demande de Tom Cruise lui-même, pris par surprise lors de sa diffusion aux États-Unis.